# Stanisław Orzeszyna
Stanisław Andrzej Orzeszyna (ur. 5 maja 1941 w Częstochowie) – polski lekarz, specjalista w dziedzinie organizacji ochrony zdrowia publicznego, dyrektor Instytutu Medycyny Społecznej AM w Łodzi, dyrektor Departamentu Szkolnictwa i Nauki w Ministerstwie Zdrowia i Opieki Społecznej, redaktor naczelny Wydawnictwa Lekarskiego PZWL, pracownik WHO, doradca w projekcie terenowym w Ibadanie (Nigeria), w biurach regionalnych WHO w Brazzaville (Kongo) i Nowym Delhi (Indie) oraz w kwaterze głównej WHO w Genewie.

## Życiorys

### Dzieciństwo i młodość
Stanisław Andrzej Orzeszyna urodził się w Częstochowie w okresie II wojny światowej. Tamże ukończył po zakończeniu wojny II Liceum Ogólnokształcące im. Romualda Traugutta. Studiował medycynę w Akademii Medycznej w Łodzi. Po ukończeniu studiów odbył zagraniczne staże naukowe w Université Libre de Bruxelles (1966) i London School of Hygiene & Tropical Medicine (1967). 

### Przebieg pracy zawodowej
Po powrocie do Łodzi Stanisław Orzeszyna pracował w AM w Łodzi kolejno jako stażysta, starszy asystent i adiunkt. W roku 1971 uzyskał stopień doktora. W tych latach (lata 60. XX w.) w uczelni rozpoczynał działalność Zakład Organizacji Ochrony Zdrowia (utworzony w Katedrze Higieny Ogólnej i Społecznej z inicjatywy Janusza Indulskiego) – jedna z pierwszych jednostek tego typu w Polsce. W roku 1969 Zakład przekształcono w Katedrę Organizacji Ochrony Zdrowia, którą w roku 1977 włączono do powstającego wówczas Instytutu Medycyny Społecznej. Stanisław Orzeszyna pracował w Zakładzie i Instytucie od roku 1964, osiągając kolejne szczeble kariery zawodowej, do stanowiska dyrektora Instytutu (1977–1978), na którym zastąpił twórcę jednostki, prof. Janusza Indulskiego (obejmującego w roku 1977 kierownictwo łódzkiego Instytutu Medycyny Pracy).
Zakres naukowo-dydaktycznej działalności Zakładu i Katedry obejmował m.in. zagadnienia:
- doskonalenia podstawowej opieki zdrowotnej,
- organizacji ochrony zdrowia,
- oceny stanu zdrowia ludności,
- statystyki medycznej,
- epidemiologii,
- socjologii medycyny.

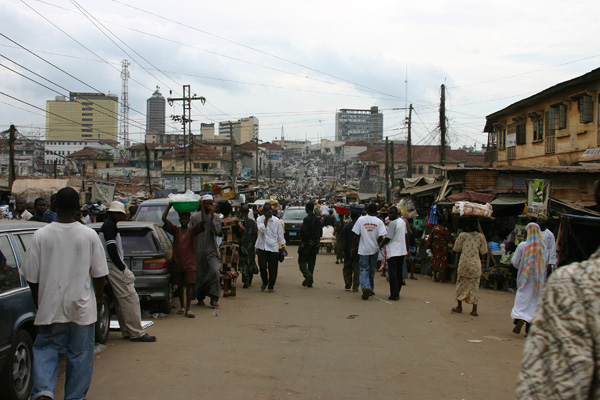
Rynek w Ibadanie

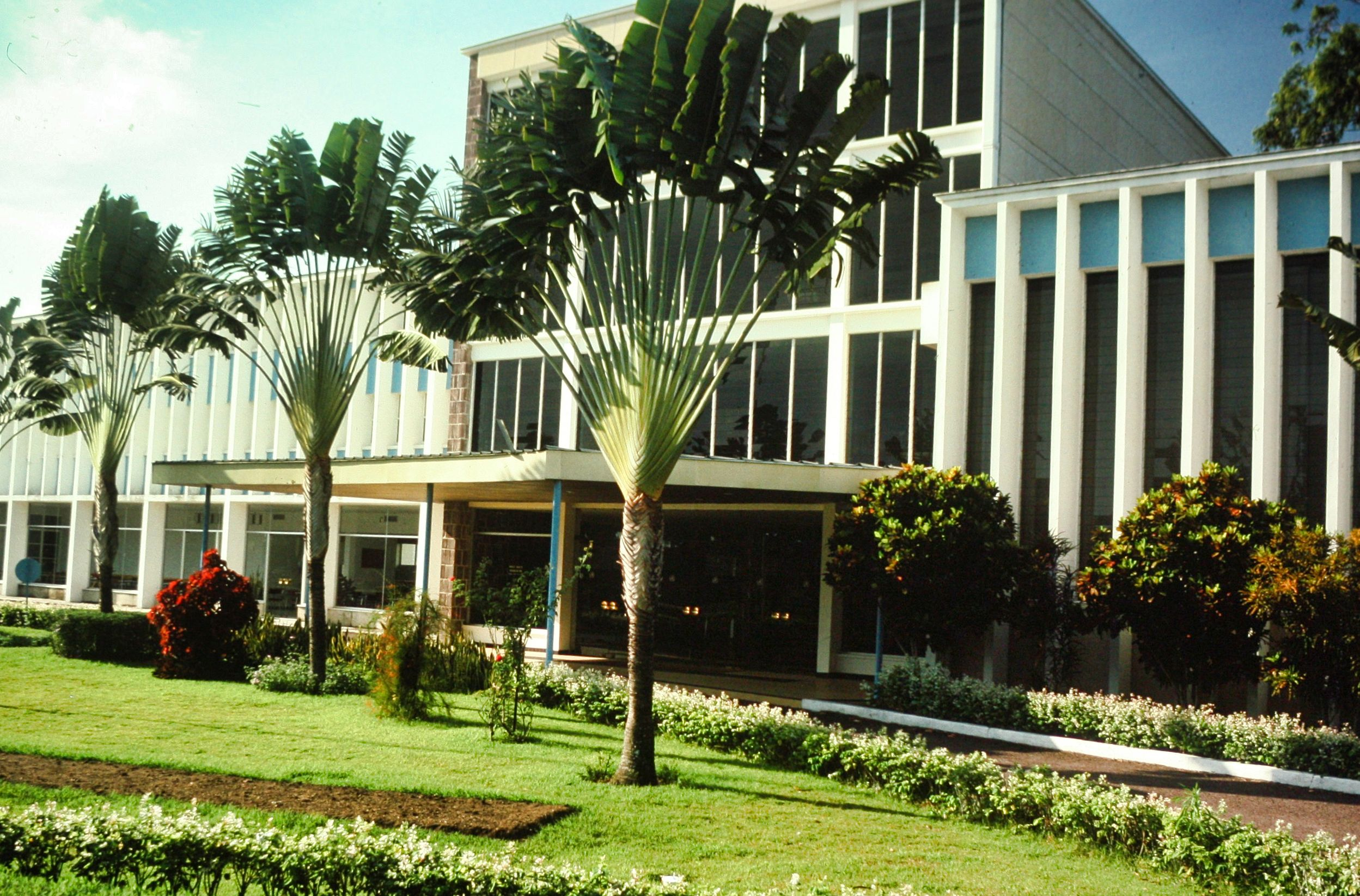
Biuro Regionalne WHO dla Afryki, Brazzaville, 1972

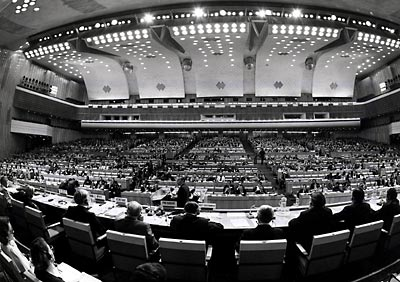
International conference on Primary Health Care, Ałma Ata 1978

Pracownicy Zakładu Organizacji Ochrony Zdrowia brali udział w międzynarodowych badaniach porównawczych Światowej Organizacji Zdrowia (WHO) nad wykorzystaniem opieki zdrowotnej (1968–1970).  Zajmowali się badaniami opinii pacjentów o dostępności i jakości podstawowej opieki zdrowotnej oraz o funkcjonowaniu szpitali. Wykonywali eksperymentalne badania systemu opartego na wolnym wyborze lekarza rejonowego, które doprowadziły do wprowadzenia odpowiednich prawnych regulacji i wdrożenia tego systemu w Polsce. Działalność naukowo-badawcza Instytutu była prowadzona w ramach programów międzynarodowych, we współpracy ze środowiskami naukowymi Europy, Stanów Zjednoczonych i Kanady oraz w kontakcie z WHO.
Stanisław Orzeszyna był w latach:
- 1972–1976 – doradcą ds. statystyki medycznej w Ibadanie (Nigeria, 1972–1975) i doradcą regionalnym w Biurze Regionalnym WHO w Brazzaville (Kongo, 1975–1976),
- 1978–1981 – dyrektorem Departamentu Szkolnictwa i Nauki w Ministerstwie Zdrowia i Opieki Społecznej,
- 1981–1982 – redaktorem naczelnym Wydawnictwa Lekarskiego PZWL (Warszawa).

Kamieniem milowym rozwoju podstawowej opieki zdrowotnej stała się międzynarodowa konferencja, zorganizowana w roku 1978 w Ałma Acie – International Conference on Primary Health Care. W czasie tej konferencji uchwalono fundamentalny dokument – Deklarację Zdrowie dla wszystkich do 2000 (Health For All, HFA2000). Stanisław Orzeszyna uczestniczył w obradach Konferencji, a w kolejnych latach brał udział w realizacji programu. W roku 1982 został doradcą regionalnym WHO (South-East Asia Region, Nowe Delhi, Indie). Prowadził monitoring stanu zdrowia i poziomu opieki zdrowotnej w 11 krajach Azji Południowo-Wschodniej oraz sugerował rozwiązania organizacyjne, które mogłyby doprowadzić do poprawy sytuacji w regionie i poszczególnych okręgach. 
W latach 1990–2001 był doradcą w kwaterze głównej WHO w Genewie. W roku 1993 zamieszkał we Francji (Gex). Po przejściu na emeryturę odwiedzał kolejne państwa świata jako konsultant Banku Światowego (np. Botswanę) i Komisji Europejskiej (np. Zambię).
Kolejny okres życia na emeryturze  postanowił spędzić w Kanadzie. Zamieszkał z rodziną w Montrealu. Działa w Stowarzyszeniu Byłych Pracowników Światowej Organizacji Zdrowia AFSM (Association of Former Staff Members PAHO/WHO, Asociación de Exfuncionarios de OMS), w Komisji Ubezpieczeń Zdrowotnych i Emerytur tegoż Stowarzyszenia (Health Insurance and Pension Committee) jako Canada Focal Point i webmaster. Utworzył i prowadzi internetowe forum wymiany informacji na temat organizacji systemu ubezpieczeń zdrowotnych w WHO i innych zagadnień, związanych z dobrostanem populacji osób starszych (Information Forum on Health for Retired Staff). Działa w radzie ds. strukturalnych chorób serca (structural heart disease council) kanadyjskiej Fundacji Serca i Udaru (Heart & Stroke). Rada ta wyznacza strategiczne cele Fundacji w zakresach: zaburzenia kognitywne na tle naczyniowym, arytmie sercowe, choroby struktury serca, niewydolność serca, choroby naczyń wieńcowych. Składa się w połowie z profesjonalistów w danej dziedzinie i w połowie z pacjentów, dotkniętych tymi schorzeniami.

## Publikacje (wybór)
Stanisław Orzeszyna jest autorem ponad 30 specjalistycznych publikacji (w tym wielu drukowanych w czasopiśmie „Zdrowie Publiczne”), m.in.: 

- 1970 – Stanisław Orzeszyna, Urszula Wilczyńska, Podstawy matematyki i statystyki dla studentów medycyny[22],
- 1971 – H. Plewińska, S. Orzeszyna, Częstość grup krwi w układzie ABO u chorych z rozszczepem wargi, wyrostka zębodołowego i podniebienia, Polski Tygodnik Lekarski[23],
- 1971 – K. Bojanowicz, T. Patora-Szabela, A. Stach, J. Tarkowski, M. Harniewicz, S. Orzeszyna, Zaburzenia poziomu elektrolitów w osoczu i krwinkach czerwonych w cukrzycy i ich leczenie za pomocą diety o dużej zawartości potasu, Przegląd Lekarski[24],
- 1971 – K. Bojanowicz, A. Stach, S. Orzeszyna, Das Verhalten der Insulin-, Tolbutamid- und Kortisontests in Abhängigkeit vom Alter und vom Konstitutionstyp bei erwachsenen Diabetikern, Z Gesamte Inn Med.[25],
- 1976 – Tadeusz Miller, Urszula Wilczyńska, Stanisław Orzeszyna, Statystyka medyczna : Materiały do ćwiczeń z medycyny społecznej[26],
- 1977 – W. Januszewska, R. Jurzyk, S. Orzeszyna, W. Partyka, H. Plewińska, B. Wolanek, Polski Tygodnik Lekarski[27], Czasopismo Stomatologiczne[28],
- 1979 – S. Orzeszyna, Perspektywy kształcenia pielęgniarek i położnych [Prospects for the education of nurses and midwives], Pielęgniarka i Położna[29],
- 1988 – Orzeszyna S., Z. Żołnowski, Wyznaczniki sprawności opieki zdrowotnej, Zdrowie Publiczne[30],
- 1990 – M.J. Wysocki, C.R. Krishnamurthi, S. Orzeszyna, Monitoring the progress of health-for-all strategies: the situation in South-East Asia[12],
- 1993 – M. Anker, R.J. Guidotti, S. Orzeszyna, S.A. Sapirie, M.C. Thuriaux, Rapid evaluation methods (REM) of health services performance: methodological observations/ Bull World Health Organ[31],
- 1995 – Stephen A. Sapirie, Stanislaw Orzeszyna, WHO's health futures consultation, Futures[32],
- 1995 – Stephen A. Sapirie, Stanislaw Orzeszyna, Selecting and defining national health indicators[33],
- 2005 – Arthur Heywood, Erik Nielsen, Stanislaw Orzeszyna, Assessment of the Zambian Health Management Information System[14].

## Członkostwo stowarzyszeń
Stanisław Orzeszyna jest członkiem m.in.:
- Polskiego Towarzystwa Medycyny Społecznej
- Polskiego Towarzystwa Lekarskiego

## Odznaczenia i wyróżnienia
Otrzymane odznaczenia:
- Krzyż Kawalerski Orderu Odrodzenia Polski
- Złoty Krzyż Zasługi
- Odznaka honorowa „Za wzorową pracę w służbie zdrowia”

## Życie prywatne
Jest żonaty i ma jedną córkę. Interesuje się informatyką. Działa społecznie w środowisku polonijnym, m.in. uczestnicząc w działalności stowarzyszenia polskich intelektualistów w Montrealu (zainicjował internetową dyskusję o tematach regularnych spotkań dyskusyjnych) i sobotniej Szkoły im. Emilii Plater w Montrealu, upowszechniającej wiedzę dzieci o historii i współczesności Polski. Utrzymuje kontakt z innymi absolwentami II Liceum Ogólnokształcącego im. Traugutta w Częstochowie. Jest amatorem turystyki i fotografiki